# Johann Kaspar Kratz
Johann Kaspar Kratz (lt. Taufeintrag im Kirchenbuch nur Kaspar, der Vorname Johann wurde vermutlich seines Vaters wegen später hinzugefügt) (* 14. September 1698 in Golzheim (Ahrburg); † 12. Januar 1737 in Tonking, Vietnam), war ein Missionar und Märtyrer. In seinem Heimatort Golzheim sind die katholische Grundschule sowie die Straße, in der sich diese befindet, nach Johann Kaspar Kratz benannt.

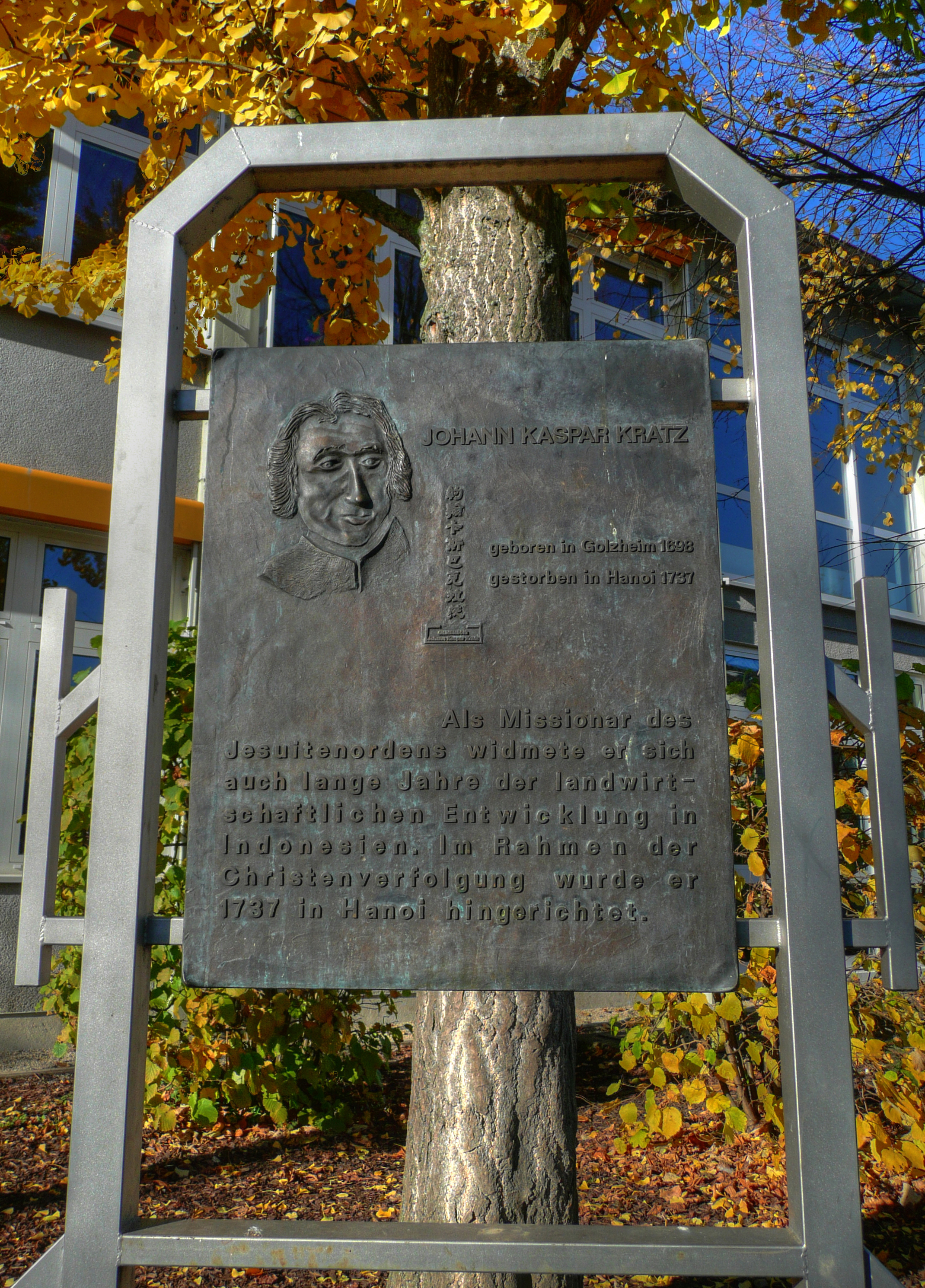
Gedenktafel für Johann Kaspar Kratz an der katholischen Grundschule Golzheim

## Biografie
(Johann) Kaspar Kratz wurde am 14. September 1698 als Sohn der Eheleute Johann Kratz und Anna Maria Krudtwich in Golzheim geboren. Sein Vater war Halfe auf der Ahrburg zu Golzheim und starb am 8. Dezember 1709 dort in geistiger Verwirrung. Seine Mutter starb am 24. Februar 1733 in Golzheim.

Taufeintrag des (Johann) Kaspar Kratz im ältesten Golzheimer Kirchenbuch, Otto Curtius 1698

Kratz besuchte von 1713 bis 1721 das Jesuitengymnasium in Düsseldorf. Danach hörte er bei den Franziskanern Philosophie und hatte zugleich eine Hauslehrerstelle inne. Als Reisebegleiter einer adligen Familie und auch allein reiste er bis 1726 quer durch Europa. Damit war sein Drang in die Ferne geweckt.
Er verpflichtete sich dann für sechs Jahre als Offizier der holländischen Ostindischen Kompagnie in Batavia. 1729 wurde er ehrenvoll verabschiedet. 1730 reiste er nach Macau, wo er am 27. Oktober 1730 Novize der Gesellschaft Jesu wurde und 1734 die Priesterweihe empfing. 1735 versuchte er dann mit vier Jesuiten per Schiff nach Tonking zu reisen, um dort zu missionieren. Er wurde entdeckt und zurückgeschickt. Als er 1736 mit anderen versuchte, auf dem Landweg nach Tonking zu gelangen, wurde er am 12. April gefangen genommen, im Mai zum Tode verurteilt und am 12. Januar 1737 enthauptet. Am 24. August 1737 erreichte die Todesnachricht Macao, wo daraufhin alle Glocken läuteten. Der Leichnam des Golzheimers soll zuerst im Dorf Ke-Thua bestattet worden und dann nach Macao überführt worden sein. Die Begräbniskirche soll später niedergebrannt sein.
Schon bald nach seinem Tod wurde ein Seligsprechungsverfahren eingeleitet, aber durch die Aufhebung des Jesuitenordens unterbrochen und 1926 wieder aufgenommen. Bisher konnte das Verfahren nicht zum Abschluss gebracht werden, weil die erforderliche Akteneinsicht in China und Vietnam nicht möglich ist.